# SAL (プログラミング言語)
SAL（サル、Scalable Application Language）はプログラミング言語の1つ。オブジェクト指向の言語である。
米グプタ・テクノロジー社 (Gupta, 現ユニファイ (Unify) 社）の独自アプリケーション統合開発環境 Team Developer 用に作成された言語である。この処理系はイーシステム社によりリリースされている。
多重継承や関数の動的バインディングなどの機能を持つ、また CDK と呼ばれるライブラリを使用し、クラスの差分を自動的に作成できるなどの特徴がある。
SALは当初、「SQLWindows Application Language」の略であるとされたが、SQLWindows が Team Developer に名称変更した際に「Scalable Application Language」の略であると説明が変更された。